# Kryterium Gaussa
Kryterium Gaussa – kryterium zbieżności szeregów liczbowych o wyrazach dodatnich.

## Kryterium
Niech dany będzie szereg liczbowy
|  |  | {\displaystyle \sum _{n=1}^{\infty }a_{n}} |  | (A) |

o wyrazach dodatnich. Jeżeli istnieją takie liczby {\displaystyle a,b>0} oraz ciąg ograniczony {\displaystyle (c_{n})} o tej własności, że dla dostatecznie dużych {\displaystyle n} zachodzi związek
{\displaystyle {\frac {a_{n}}{a_{n+1}}}=a+{\frac {b}{n}}+{\frac {c_{n}}{n^{2}}},}
to
- szereg (A) jest zbieżny, gdy {\displaystyle a>1} lub {\displaystyle a=1} oraz {\displaystyle b>1;}
- szereg (A) jest rozbieżny, gdy {\displaystyle a<1} lub {\displaystyle a=1} oraz {\displaystyle b\leqslant 1}[1].

## Przykład zastosowania
Niech {\displaystyle p>0} oraz niech dany będzie szereg
{\displaystyle 1+\left({\frac {1}{2}}\right)^{p}+\left({\frac {1\cdot 3}{2\cdot 4}}\right)^{p}+\ldots +\left({\frac {(2n-1)!!}{2n!!}}\right)^{p}+\ldots }
Jest on zbieżny gdy {\displaystyle p>2} oraz rozbieżny w przeciwnym przypadku. Istotnie, z zastosowania wzoru Taylora wynika, że
{\displaystyle {\frac {a_{n}}{a_{n+1}}}=\left({\frac {2n}{2n-1}}\right)^{p}=\left(1-{\frac {1}{2n}}\right)^{p}=1+{\frac {p}{2n}}+{\frac {p(p+1)}{1\cdot 2}}\cdot {\frac {1}{(2n)^{2}}}+o\left({\frac {1}{n^{2}}}\right).}
Wynika stąd, że
{\displaystyle {\frac {a_{n}}{a_{n+1}}}=1+{\frac {\tfrac {p}{2}}{n}}+{\frac {c_{n}}{n^{2}}},}
gdzie ciąg {\displaystyle (c_{n})} jest ograniczony.

## Dowód
Przypadki, gdy {\displaystyle a>1} lub {\displaystyle a<1} wynikają z zastosowania kryterium d’Alemberta, gdyż
{\displaystyle \lim _{n\to \infty }{\frac {a_{n+1}}{a_{n}}}={\frac {1}{a}}.}
Niech zatem {\displaystyle a=1.} Wówczas stosując kryterium Raabego:
{\displaystyle R_{n}=n\cdot \left({\frac {a_{n+1}}{a_{n}}}-1\right)=b+{\frac {c_{n}}{n}},}
które rozstrzyga zbieżność szeregu (A) gdy {\displaystyle b>1} lub {\displaystyle b<1.} Niech więc {\displaystyle b=1.} W tym przypadku, szereg (A) jest rozbieżny, gdyż stosując kryterium Bertranda:
{\displaystyle B_{n}=\ln n\left(n\cdot \left({\frac {a_{n+1}}{a_{n}}}-1\right)-1\right)={\frac {\ln n}{n}}\cdot c_{n},}
dostaje się
{\displaystyle B=\lim _{n\to \infty }B_{n}=0}.